# Бен Гвіте
Бен Гвіте (фр. Ben Guité, нар. 17 липня 1978, Монреаль) — канадський хокеїст, що грав на позиції центрального нападника.

## Ігрова кар'єра
Хокейну кар'єру розпочав 1996 року виступами за університетську команду Мену.
1997 року був обраний на драфті НХЛ під 172-м загальним номером командою «Монреаль Канадієнс», але включно до 2000 виступав за хокейну команду Університету Мен. 
Провівши один сезон у складі «Таллахассі Тайгер Шаркс» (ХЛСШ).
З 2001 по 2006 Бен виступає в АХЛ захищаючи кольори команд «Бріджпорт Саунд Тайгерс», «Цинциннаті Майті Дакс» та «Провіденс Брюїнс».
15 серпня 2005 року Гвіте провів єдиний матч у складі «Бостон Брюїнс».
12 липня 2006 року Бен укладає контракт з «Колорадо Аваланч». Після завершення сезону 2006/07 продовжує контракт ще на два роки.
Сезон 2007/08 став першим його повноцінним сезоном в НХЛ. Гвіте зіграв 79 матчів закинув 11 голів та зробив 11 результативних передач. 3 лютого 2008 Бен закинув дві шайби в переможному матчі (6-4) проти «Сент-Луїс Блюз».
14 липня 2009 Бен укладає однорічний контракт з клубом «Нашвілл Предаторс». Дебютує в основі «хижаків» в матчі проти «Даллас Старс» 3 жовтня 2009. Зрештою у складі «Предаторс» він відіграє лише шість матчів, а решту сезону проведе в складі фарм-клубу «Мілвокі Едміралс». Два наступних сезони Бен також грає в АХЛ захищаючи кольори команд «Спрингфілд Фалконс» та «Вустер Шаркс».
Завершив кар'єру відігравши один сезон в Італії за місцевий «Пустерталь».

## Тренерська робота
З 10 червня 2013 асистент головного тренера хокейної команди Університету Мен.

## Статистика
| Сезон        | Клуб                      | Ліга         | Регулярний сезон | Регулярний сезон | Регулярний сезон | Регулярний сезон | Регулярний сезон | Плей-оф | Плей-оф | Плей-оф | Плей-оф | Плей-оф |
| Сезон        | Клуб                      | Ліга         | І                | Г                | П                | О                | ШХ               | І       | Г       | П       | О       | ШХ      |
| ------------ | ------------------------- | ------------ | ---------------- | ---------------- | ---------------- | ---------------- | ---------------- | ------- | ------- | ------- | ------- | ------- |
| 1996–97      | Університет Мену          | НКАА         | 34               | 7                | 7                | 14               | 21               | —       | —       | —       | —       | —       |
| 1997–98      | Університет Мену          | НКАА         | 32               | 6                | 12               | 18               | 20               | —       | —       | —       | —       | —       |
| 1998–99      | Університет Мену          | НКАА         | 40               | 12               | 16               | 28               | 30               | —       | —       | —       | —       | —       |
| 1999–00      | Університет Мену          | НКАА         | 40               | 22               | 14               | 36               | 36               | —       | —       | —       | —       | —       |
| 2000–01      | «Таллахассі Тайгер Шаркс» | ХЛСШ         | 68               | 11               | 18               | 29               | 34               | —       | —       | —       | —       | —       |
| 2001–02      | «Бріджпорт Саунд Тайгерс» | АХЛ          | 68               | 12               | 18               | 30               | 39               | —       | —       | —       | —       | —       |
| 2001–02      | «Цинциннаті Майті Дакс»   | АХЛ          | 10               | 2                | 5                | 7                | 4                | 3       | 0       | 0       | 0       | 2       |
| 2002–03      | «Цинциннаті Майті Дакс»   | АХЛ          | 80               | 13               | 16               | 29               | 44               | —       | —       | —       | —       | —       |
| 2003–04      | «Бріджпорт Саунд Тайгерс» | АХЛ          | 79               | 6                | 18               | 24               | 73               | 7       | 0       | 0       | 0       | 6       |
| 2004–05      | «Провіденс Брюїнс»        | АХЛ          | 77               | 9                | 15               | 24               | 69               | 17      | 3       | 4       | 7       | 34      |
| 2005–06      | «Провіденс Брюїнс»        | АХЛ          | 73               | 22               | 31               | 53               | 87               | 6       | 1       | 3       | 4       | 14      |
| 2005–06      | «Бостон Брюїнс»           | НХЛ          | 1                | 0                | 0                | 0                | 0                | —       | —       | —       | —       | —       |
| 2006–07      | «Олбані Рівер-Ретс»       | АХЛ          | 36               | 10               | 19               | 29               | 22               | —       | —       | —       | —       | —       |
| 2006–07      | «Колорадо Аваланч»        | НХЛ          | 39               | 3                | 8                | 11               | 16               | —       | —       | —       | —       | —       |
| 2007–08      | «Колорадо Аваланч»        | НХЛ          | 79               | 11               | 11               | 22               | 47               | 10      | 1       | 0       | 1       | 14      |
| 2008–09      | «Колорадо Аваланч»        | НХЛ          | 50               | 5                | 7                | 12               | 30               | —       | —       | —       | —       | —       |
| 2009–10      | «Нашвілл Предаторс»       | НХЛ          | 6                | 0                | 0                | 0                | 4                | —       | —       | —       | —       | —       |
| 2009–10      | «Мілвокі Едміралс»        | АХЛ          | 64               | 8                | 13               | 21               | 56               | 7       | 3       | 1       | 4       | 6       |
| 2010–11      | «Спрингфілд Фалконс»      | АХЛ          | 72               | 17               | 30               | 47               | 91               | —       | —       | —       | —       | —       |
| 2011–12      | «Вустер Шаркс»            | АХЛ          | 26               | 4                | 11               | 15               | 16               | —       | —       | —       | —       | —       |
| 2012–13      | «Пустерталь»              | Італія       | 27               | 5                | 21               | 26               | 50               | 10      | 1       | 5       | 6       | 16      |
| Усього в НХЛ | Усього в НХЛ              | Усього в НХЛ | 175              | 19               | 26               | 45               | 97               | 10      | 1       | 0       | 1       | 14      |